# مايك تيبو
مايك تيبو (بالإنجليزية: Mike Thibault)‏ مواليد 28 سبتمبر 1951 في سانت باول، هو لاعب كرة سلة محترف أمريكي تحول إلى التدريب بعد الاعتزال يدرب في مؤسسة النساء الدولية لكرة السلة. درب منتخب الولايات المتحدة الوطني لكرة السلة للنساء وحقق معه الميدالية الذهبية في دورة الألعاب الأولمبية سنة 2008 في بكين، كما حقق معه برونزية كأس العالم لكرة السلة للنساء في سنة 2006 في البرازيل.

## روابط خارجية
- مايك تيبو على موقع سبورتس رفرنس (الإنجليزية)